# キラー・カーン
キラー・カーン（Killer Khan、1947年3月6日 - 2023年12月29日）は、春日野部屋所属の元大相撲力士、プロレスラー。新潟県西蒲原郡吉田町（現：燕市）出身。本名は小澤 正志（おざわ まさし）。キラー・カンとも表記。ニックネームは「蒙古の怪人」「蒙古の殺し屋」など。大相撲時代の四股名は越錦（こしにしき）で、最高位は幕下40枚目。
日本人離れした大柄な体格をしており、プロレス転向後の全盛時はモンゴリアン・ギミックの大型ヒールとして国内外で活躍。1970年代末から1980年代にかけてWWF（現：WWE）をはじめ、アメリカやカナダの主要テリトリーで実績を築くなど、国際的な成功を収めた数少ない日本人レスラーの一人である。

## 来歴
新潟県立吉田中学校（現・燕市立吉田中学校）を卒業後、バスケットボールでの活躍を目指すため新潟市立白山高等学校体育科に入学。しかし挫折をして1年生の時にバスケットボールを諦めることを決め、そのまま高校を退学した。

### 大相撲の力士へ
恵まれた体格を活かすべく春日野部屋に入門。自分の友人が春日野親方（元横綱：栃錦）の知り合いであることから部屋を紹介され、小澤も勉強が余り好きじゃなかったこともあり、親から立派な身体を貰ったことで「やってみようか」と思い、入門を決意する。
1963年3月場所にて小沢将志の名で初土俵を踏む。入門当初は身長186cm・体重90kgと力士としては軽量であり、肉が無いため腰骨が廻しに直接当たって痛むほどであった。廻しと腹の間に指が4本入るほど痩せていたため、紙を畳んで腰骨に当てていた。
1967年7月場所より「越錦」の四股名を与えられたが、伸び悩んでしまい三段目上位から幕下下位を行き来し、1970年5月場所を最後に廃業した。また、大相撲時代は先代・元関脇の栃東（13代玉ノ井親方）の付き人を務めていた。

### プロレスラーとして

#### 日本プロレス入門  /  新日本プロレス移籍
大相撲を廃業後、1971年1月に日本プロレスへ入門。プロレス入りのきっかけは大相撲時代末期に怪我をして整形外科に通院していた際、日本プロレスの選手だった北沢幹之も同じ整形外科に来ており、ある時「君は背も高いんだし、プロレスラーになってみたらいいんじゃない? 私が紹介してあげるから」と勧誘されたのが元で、親方に「辞めさせて下さい」と言っても辞めさせて貰えなかったため、夜逃げをしたという。その後、痛めていた腰痛を完治させてから改めて北沢へ連絡し、テスト生として日本プロレスの入門を許可された。
入門後は吉村道明の付き人を務める。1971年6月26日、鎌倉市大船駅前広場大会において、小沢正志のリングネームで木戸修を相手にデビュー（同年11月20日の栃木県大田原市大会での桜田一男戦でデビューしたともされるが、本人は自著で否定している）。1973年3月3日、吉村の母校である近畿大学記念館で行われた引退記念セレモニーで「ラバウル小唄」が流れる中、付き人の小沢は吉村を肩車しながら有終の美を飾った。吉村が引退した後、坂口征二の付き人になる。
その1ヶ月後の1973年4月に坂口をはじめ、木村聖裔、大城大五郎、レフェリーの田中米太郎らと共に新日本プロレスへ移籍。ヘビー級の希少な戦力となり、小柄なリトル浜田との凸凹対決で前座戦線を湧かせ、1974年12月のカール・ゴッチ杯争奪リーグ戦では藤波辰巳と決勝を争った。

#### 海外修行時代
その巨体から海外で通用する大型選手として期待され、1976年8月にドイツへ遠征。ホースト・ホフマンやクリス・テイラーと対戦した。12月にはアントニオ猪木のパキスタン遠征（アクラム・ペールワン戦）にも同行している。その後、1978年より本格的な海外武者修行としてメキシコのUWAに参戦。メキシコではテムヒン・エル・モンゴル（Temjin El Mongol）を名乗り、モンゴル人レスラーに変身。1月28日にはエル・トレオでミル・マスカラスのIWA世界ヘビー級王座に挑戦した。
1979年3月からはアメリカ本土に進出し、NWA圏のフロリダ地区（エディ・グラハム主宰のチャンピオンシップ・レスリング・フロム・フロリダ）でキラー・カーン（Killer Khan）に改名。辮髪に髭をたくわえ、毛皮のベストとモンゴル帽子をコスチュームとしたモンゴリアン・スタイルを確立した。このモンゴル人ギミックおよびリングネームは、カール・ゴッチ、グラハム、デューク・ケオムカ、ジャック・ブリスコ、ダスティ・ローデスら5人のアイデアによるものだと本人が明かしている。旧リングネームのテムジン（テムヒン）から出世したのがカーンであるからと、モンゴルの太祖チンギス・カンに由来した経緯で名付けられた。
フロリダではパク・ソンやキング・カーティス・イヤウケア、そして日本プロレス時代の先輩ミスター・ヒトやミスター・サクラダと共闘し、主力ヒールとなってローデスやジャック&ジェリー・ブリスコ、スウィート・ブラウン・シュガー、マニー・フェルナンデス、レイ・スティーブンスらと抗争。バディ・ロジャースともタッグマッチで対戦し、テリー・ファンクのパートナーも務めた。
1980年にはジョージア地区（ジム・バーネット主宰のジョージア・チャンピオンシップ・レスリング）に登場して、トミー・リッチ、トニー・アトラス、ミスター・レスリング2号、レイ・キャンディ、テッド・デビアス、そして当時ジョージアでベビーフェイスのポジションにいたスタン・ハンセンらと対戦。同地区でもヒールの主要メンバーとして迎えられ、アブドーラ・ザ・ブッチャー、イワン・コロフ、マスクド・スーパースター、プロフェッサー・タナカ、マサ斎藤ともタッグを組んだ。

#### WWF時代
1980年末よりWWFに参戦。12月29日にニューヨークのマディソン・スクエア・ガーデンにおいて、ボブ・バックランドのWWFヘビー級王座に挑戦した。その後もWWFではフレッド・ブラッシーをマネージャーに、ペドロ・モラレスのインターコンチネンタル・ヘビー級王座にも挑戦するなど主力ヒールとして活躍。アンジェロ・モスカや同時期にWWFへ遠征していたストロング小林をパートナーに、リック・マーテル&トニー・ガレアのWWF世界タッグ王座にも挑戦した。
アンドレ・ザ・ジャイアントとのスーパーヘビー級抗争も開始し、1981年5月2日、ニューヨーク州ロチェスターにてアンドレの右足をニー・ドロップで骨折させたとして、ヒール人気は急上昇。瞬く間に世界的なメインイベンターへ昇格させることになった。実際のところアンドレはアクシデントで足を負傷しており、異変に気付いたカーンがトップロープからニー・ドロップを決めて試合を成立させた。後日に入院中のアンドレをマネージャーのブラッシーが見舞いに訪れたが、逆に試合中の機転をアンドレに感謝されており、後の遺恨ストーリーも提案してくれたという。また、カーン本人がアンドレを見舞っているところをファンに目撃されてしまうと、ベビーフェイス対ヒールのアングルが破綻してしまうため、見舞いには行けなかったと著書に記している。

#### 凱旋帰国

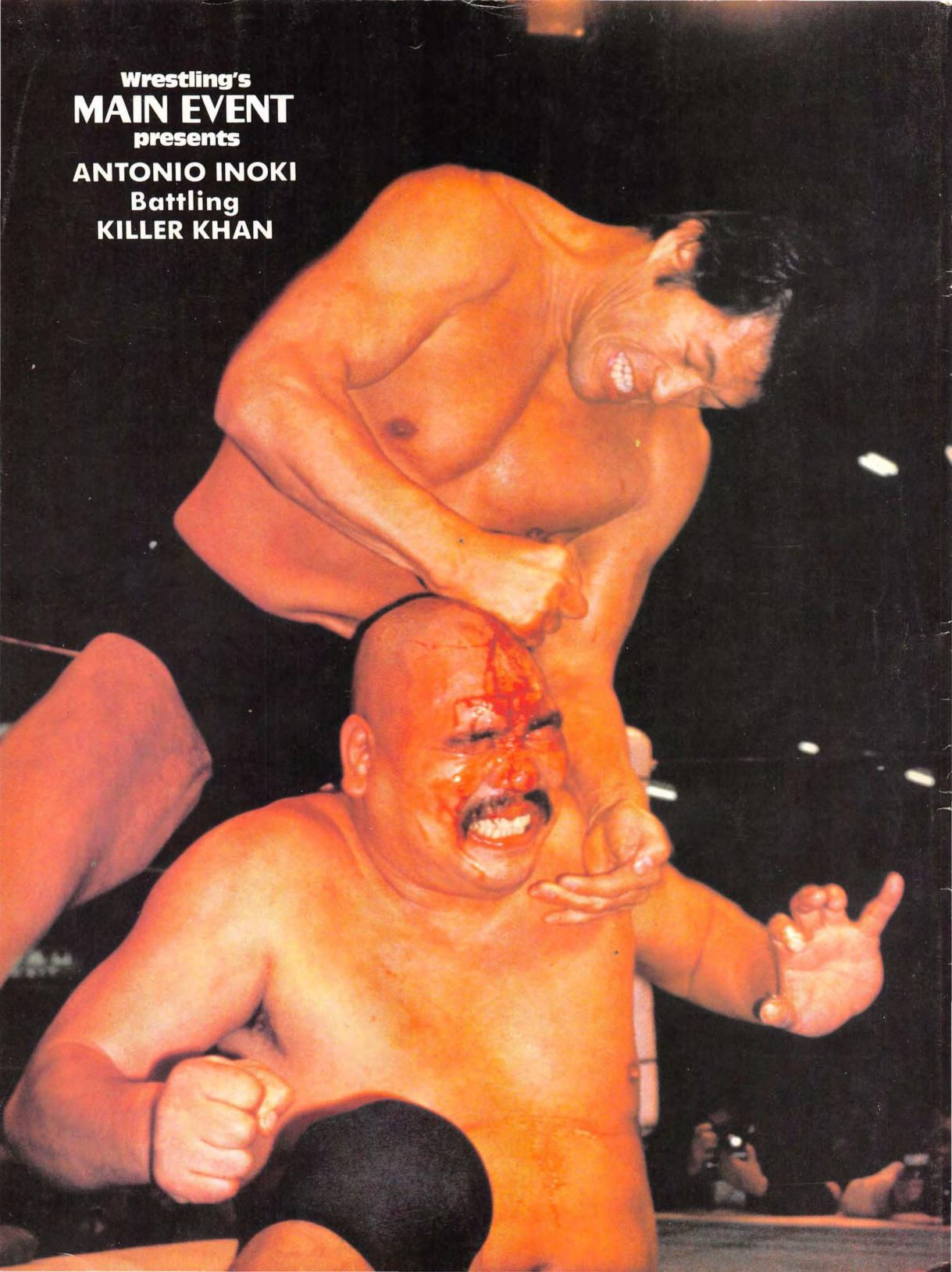
アントニオ猪木の攻撃に耐えるカーン（1982年）

アンドレ足折り事件の直前となる1981年3月開幕の『WWFビッグ・ファイト・シリーズ第1弾』に凱旋帰国。後半戦に特別参加するタイガー・ジェット・シン&上田馬之助との共闘も噂されたが、最終的には日本陣営に収まった。開幕戦ではメインイベントでアントニオ猪木とタッグを組み、ハルク・ホーガン&ドン・ムラコと対戦。ムラコに反則負けを喫したものの、日本においてもトップグループの地位に着いた。足折り事件直後の6月24日には蔵前国技館において、後にタッグを組むタイガー戸口と対戦（流血戦の末、反則負け）。
翌1982年4月1日に蔵前国技館で行われた『第5回MSGシリーズ』の優勝戦では、右膝負傷（実際には糖尿病の悪化とされる）で棄権した猪木の代打として因縁のアンドレと覇を争い、敗れはしたもののファンの「オザワ・コール」に支えられ名勝負を演じた。年末の『第3回MSGタッグ・リーグ戦』では戸口と組んで猪木&ホーガンと決勝を争い、準優勝を果たした。

#### 維新軍時代
1983年より斎藤や長州力と共に、維新軍の前身である革命軍を結成して新日本プロレスの反体制勢力にまわる。ブラックジャック・マリガンとも日米スーパーヘビー級の大型タッグを組んだ。その間、海外にも精力的に遠征しており、アンドレとの遺恨試合はカナダのモントリオールやトロント、ルイジアナやオクラホマなどのミッドサウス地区（ビル・ワット主宰のMSWA）でも行われ、ニューオーリンズのスーパードームにおいても両者の対戦が実現した。1983年下期からは戸口と共に維新軍に加入し、新日本正規軍との軍団抗争を展開した。
並行してアメリカでの活動も続け、テキサス州ダラス地区（フリッツ・フォン・エリック主宰のワールド・クラス・チャンピオンシップ・レスリング）ではファビュラス・フリーバーズ（マイケル・ヘイズ、テリー・ゴディ、バディ・ロバーツ）の用心棒となり、ケビン・フォン・エリックやケリー・フォン・エリックと抗争。ノースカロライナ地区（ジム・クロケット・ジュニア主宰のミッドアトランティック・チャンピオンシップ・レスリング）やカルガリー地区（スチュ・ハート主宰のスタンピード・レスリング）なども転戦し、日本と北米を股にかけて活躍した。

#### ジャパンプロレス時代
1985年、長州らが設立したジャパンプロレスに参画し、全日本プロレスのリングに登場。同年3月14日に長州と組んでロード・ウォリアーズのAWA世界タッグ王座に、9月13日には谷津嘉章と組んでジャンボ鶴田&天龍源一郎のインターナショナル・タッグ王座にそれぞれ挑戦したが、1986年5月にジャパンプロレス勢に造反。11月の世界最強タッグ決定リーグ戦にはダラス地区で共闘していたゴディとのコンビで出場している。また、当時はモンゴル人ギミックだけではなく、KKKのようなコスチュームをまとったり、顔にロード・ウォリアーズ風のペイントを施したりするなど、ヒール性をより強調したキャラクターを演じていた。

#### WWFと再契約
1987年4月に全日本プロレスを去り、WWFと再契約。ミスター・フジをマネージャーにWWF世界王者ハルク・ホーガンと短期抗争を展開した他、ランディ・サベージ、バンバン・ビガロ、ジャンクヤード・ドッグ、ジム・ドゥガン、ジェイク・ロバーツなど当時のベビーフェイス陣営のスーパースターと対戦した。この2回目のWWF参戦時には、ザ・グレート・カブキのような毒霧（アジアン・ミスト）を使用することもあった。
WWF参戦から7か月後となる11月末に、ニュージャージーで行われたジョージ・スティール戦を最後に現役を引退した。理由は長州力率いるジャパンプロレスの分裂騒動をきっかけに、プロレス界の人間関係に嫌気がさしてしまったという。ホーガンやビンス・マクマホンから、引退を撤回するように慰留されたという。しかしカーン本人がやる気と気力が失っていたため引退後、レスラーへの再復帰は生涯一切無かった。

### プロレスラー引退後
現役引退後もそのままキラー・カンを名乗り、東京都新宿区中井に飲食店「スナックカンちゃん」を開店。その後は西新宿六丁目に店を移し、ちゃんこ料理を主とした「ちゃんこ居酒屋 カンちゃん」を経営し、足立区綾瀬にも店を構えたが2012年に閉店。2015年9月、歌舞伎町に「歌謡居酒屋 カンちゃん」を開店。大きな体を駆使してカーン自ら毎日お店に顔を出して働いており、接客対応もこなしている。
2005年には歌手として『ふるさと真っ赤っか』でCDデビューを果たす。居酒屋経営と並行してバラエティー番組など、各種メディアにも出演して幅広く活躍。また歌番組である『ロイ白川の心の演歌』（とちぎテレビ）にはセミレギュラーとして出演する。これが縁となって毎年12月末にとちぎテレビなどで放送される、ロイ白川プロデュースの『全日本オールスター紅白歌合戦』には毎年出場している。
2013年8月、故郷である新潟県・燕市から『燕市PR大使』に任命された。
2014年に雪の影響で足元が滑り転倒してしまい、その弾みにより頚椎を損傷した。病院まで一緒に付き添った店の従業員へ担当医が「手術をして治っても、99%車椅子生活になりますね」と宣告するほどの重傷を負う。そのため病院で自殺したくても自分から窓を開けたり、割ることも出来ない位に麻痺していた。担当医が回診の時に「モルヒネで安楽死させて貰いたい」と自ら頼んだが、担当医に「死ぬ前でしたら私も医者ですので、手術をさせて下さい」と説得されて思い止まった。その後、歩行器を使ってのナースステーション周りの歩行を30周、廊下の手すりに捕まってのスクワット500回以上と、汗をかきながらのリハビリを毎日行い、その熱心に挑む姿は病院の看護師・担当医も感心していた。その後は右半身にピリピリと痺れが残ったが、懸命なリハビリで日常生活や店の業務に支障が無いまでに回復した。区の介護サービスについても「人に頼っていたら体が動かなくなるよね。そうなると店にも出られないから、全部自分でやることに決めたんだよ」という理由で断っていた。
2016年8月27日、歌舞伎町の店舗を閉店した。同年9月14日には新宿区・百人町で「居酒屋カンちゃん」を新規にオープンした。来客と共に、現役プロレスラーだった頃のエピソードや選手との思い出などを語ることがあり、それらをまとめたものを2017年4月に発売した『 "蒙古の怪人" キラー・カーン自伝』に綴ったと自著で語っている。
2021年5月6日、同月22日をもって「居酒屋カンちゃん」が閉店することになった。理由はこの街が好きになれなかったのと、新大久保駅前という立地、店名の影響もあり「韓国料理店」と間違って来店する客が多かったのをはじめ、飲食もせずにトイレ目的の客が来たり、店の前にゴミを放置する不届き者など、マナーの悪い行為が目立つ様になる。この状況に「毎回毎回、掃除をしていて疲れたよ」と嘆き、それに嫌気と我慢が出来ずついに閉店を決意する。カーンは「プロレスの時もそうだけど、嫌と思ったらスパッと辞めるから。（プロレス引退を）ハルク・ホーガンに止められた時もスパッとね。俺はこの街を好きになりたくて頑張っていたけど、結局好きになれなかった。それでいいじゃないですか」と心境を語った。
2022年3月19日、自身のYouTubeチャンネル配信でS状結腸がんを患っていることを公表。
2023年3月6日、東京都新宿区・西新宿に新たな店舗として「カンちゃんの人情酒場」を開店する。最初に開業した店舗から通算10店舗目であった。

### 死去
2023年12月29日午後8時30分頃、接客中にカウンター席で意識を失い、頭が下がり机に伏せるような状態となったため、蘇生措置を受けて病院に救急搬送されたが意識を回復すること無く同日午後10時4分、動脈破裂のため死去した。76歳没。倒れた当日、普段は午後1時位に店へ出て来るところ、この日は遅れて午後4時頃に店へ出て来ており、疲労感と首の痛みを訴えていたという。しかし、営業前には自身の写真とともにXにメッセージを投稿していた。関係者によると循環器系の持病はなかったが、最近では首の痛みや寒気を訴えていたという。
年が明けた2024年1月4日、新宿区内の斎場で家族葬が営まれ、荼毘に付された。法名「喜楽院釋成将（きらくいんしゃくせいしょう）」。当人の死去に伴い経営していた居酒屋は閉店する意向であったが、常連客からの要望を受けて1月中の営業が決まり、同月9日から完全閉店の27日まで「お別れの会」の形で「特別営業」を行った。期間中はかつての同僚であった藤波辰爾、ザ・グレート・カブキなどが同店を訪れている。

## 得意技
- ダイビング・ダブル・ニー・ドロップ - 主なフィニッシュ・ホールド。ランニング式とトップロープからのダイビング式の両方を得意技とした。大きな奇声をあげながら豪快に跳び下りる様から、アルバトロス殺法と呼ばれた。
- モンゴリアン・チョップ - 同じく奇声を上げながら、両手により首元を狙うインパクトあるチョップ攻撃の一つ。後年では天山広吉などに継承されている。
- クロー・ホールド
- ペンデュラム・バックブリーカー
- カナディアン・バックブリーカー
- エルボー・ドロップ
- ギロチン・ドロップ
- クロス・チョップ

## 獲得タイトル
チャンピオンシップ・レスリング・フロム・フロリダ
- NWA USタッグ王座（フロリダ版）：1回（w / パク・ソン） [48]
  - 1979年3月31日にトーナメント決勝でブロンド・ボンバーズ（ラリー・レイザム&ウェイン・ファリス）を破って獲得。

ミッドサウス・レスリング・アソシエーション
- ミッドサウス・ルイジアナ・ヘビー級王座：1回  [49]
  - 1982年7月6日にトーナメント決勝でジャンクヤード・ドッグを破って獲得。
- ミッドサウス・ミシシッピ・ヘビー級王座：1回 [50]
  - 1982年8月27日にミスター・オリンピアから奪取。

スタンピード・レスリング
- スタンピード北米ヘビー級王座：1回 [51]
  - 1984年1月20日にアーチー・ゴルディーから奪取。

ワールド・クラス・チャンピオンシップ・レスリング
- WCCW TV王座：1回 [52]
  - 1984年5月7日、負傷した前王者ケリー・キニスキーの後任として王座を継承。

## 主な戦歴
大相撲時代
- 生涯成績：146勝148敗7休（44場所）
- 優勝：各段いずれもなし

プロレス時代
- 第5回MSGシリーズ準優勝（1982年）
- 第3回MSGタッグ・リーグ戦準優勝（1982年）

## マネージャー
- タイガー服部（CWF）
- ソニー・キング（CWF）
- ゴージャス・ジョージ・ジュニア（GCW）
- グレート・メフィスト（GCW）
- フレッド・ブラッシー（WWF）※ビンス・マクマホン・シニア期
- スカンドル・アクバ（MSWA、WCCW）
- ゲーリー・ハート（WCCW）
- 将軍KYワカマツ（スタンピード・レスリング）
- ミスター・フジ（WWF）※ビンス・マクマホン・ジュニア期

## 逸話
- 吉田中学校時代はその恵まれた体格と長身を活かし、バスケットボールで活躍した[1]。
- 新日本プロレス初期の若手選手の登竜門『カール・ゴッチ杯』の第1回大会で決勝戦を争った藤波辰爾とは当時から仲が良く、今でも親交が深い。
- 日本のプロレス界では1・2を争う喉自慢でもあって歌が上手く、ジャイアント馬場も彼の歌声を愛した。その美声を認められ、親交があった立川談志の仲介により三橋美智也門下となる。現在も月2、3日ほど老人ホームに訪問して師匠である三橋の唄などを披露している[13]。また自身が経営する飲食店でも来客からのリクエストに応じたり、自ら生歌を披露することもあった。
- そのジャイアント馬場とは同じ新潟県の出身[5]。所属団体が別でも馬場はカーンのことをよく気に掛けており、カーンも同郷の馬場を深く尊敬していたという。また、馬場との巨人タッグを結成する計画もあった。
- 1972年7月末に、日本プロレスに馬場が辞表を提出して退団する。同年10月に全日本プロレスを旗揚げした際、カーン自身も全日本への移籍を考えた。しかし、当時坂口征二の付き人をしていたために言い出せず、1973年4月に坂口らは新日本プロレスへの移籍を決めた時、カーンも一緒に追尾した。これについて「俺は坂口さんの付き人をしていたから、やむなく新日本に行かざるを得なかったんだよ。本当なら馬場さんに付いて行きたかった。いい人だったし。そうしたら俺の人生はまったく違うものになっていたと思うね」と後に経緯を語っている[5]。
- 『ビートたけしのお笑いウルトラクイズ』のプロレスクイズにも出演し、ダチョウ倶楽部と絡んだことがある。DVDの特典映像である歴代優勝者座談会の中で、ビートたけしからMVPの称号を与えられた。
- スタン・ハンセンが全日本へ電撃移籍した報復として、新日本はテッド・デビアスの引き抜きを画策。その際交渉にあたったのが、デビアスとジョージアやルイジアナ地区で対戦したことのあるキラー・カーンだった。交渉は成功して内諾を得ていたが、契約直前に両団体間で紳士協定が結ばれたため白紙撤回となる。
- 新宿区中井にあった「スナックカンちゃん」は、シンガーソングライターの尾崎豊が常連客だったことで知られる。特にカーンの作ったカレーライス（元々はまかない料理だった）が絶品で、来店の際には毎回注文する程のファンだった。このエピソードは近年でも『あの人は今!?』（NTV）や、尾崎豊の特集企画などで語られている。現在の店舗にも尾崎直筆のサイン色紙・カーンとのツーショット写真が一緒に飾られており、生前の尾崎が好んで食べた特製の「カンちゃんカレー」が看板メニューとなっている[注釈 6]。また店のメニュー表にも「尾崎豊さんが愛したカレーライス」と銘打っていた。カーンは「今でも尾崎豊さんを思い出すと涙が出て来ますね…。明るくていい青年でしたよ」と話している。
- WWF参戦時の収入は当時のレート換算で週給にすると600万円あり、全米マット界でも正真正銘のトップヒールだった。
- ハルク・ホーガンが2014年7月に来日して「ちゃんこ居酒屋 カンちゃん」へ来店の際、ホーガンは引退した理由について問い正したが、カーンは「色々とあったんだ。聞かないでくれよ」としか言えなかったという。他にもスタン・ハンセン、テリー・ゴディ、タイガー・ジェット・シン、ザ・デストロイヤーなどのレスラーも来店している[32]。
- メキシコ時代は食べ物や水も合わずに、腹を壊してしまい体重も中々増えなかった。逆にアメリカ時代は食べ物の相性が良く、美味かった上に食べ放題の店もあったため、その様な環境が体格の向上に役立った[5]。
- アメリカのプロレス界では興行成績が悪くなると前座でも使って貰えなくなるため、必死で観客から気に入られるように試合でも迫力を付けていた[5]。
- アメリカで活躍して日本に帰国した際、春日野親方の妻が死去したことを聞いて親方の元へ挨拶に出向いた。その時幕下以下の力士が入る入口から部屋に入ったが、プロレスでの活躍が認められて関取経験者同様に正面から部屋に入ることを親方から許された。死去した妻に線香をあげたところ親方は喜び、体重が140kgあることを伝えると「相撲の時になぜ太らなかったんだ？ お前が太ってれば、幕内とか三役に上がれるものを持っていたよ」と親方が話したという[5]。
- 「俺は、日本のプロレス界が大嫌いなんだよ」と2020年のインタビューで語っている。会社に造反して新団体を作った挙句に悪口を言っていた古巣に出戻る（ジャパンプロレス時代の長州力）、引退興行で祝儀を集めながら復帰する、などの筋を通さない行為がカーンにとって許せないことだった。引退後に天龍から現金8千万円と、6千万円のマンションを条件で復帰するように頼まれたが、カーンは「もし俺がそれを貰ってたら今頃はいないですよ。ホームレスになっていたと思うね」と振り返っていた。仮に復帰していた場合、引退を慰留したビンス・マクマホンが激怒して訴訟に発展し、損害賠償を請求される恐れがあったという意味であり、本人も「下手をすれば、アメリカの刑務所に入れられていた」とリスクの大きさを語っていた[53]。カーンに復帰を頼んだ天龍は当時WWFと提携していたSWS所属であり、両社の話し合いでWWF復帰も条件にすれば現役復帰の可能性もあった。しかしカーン自身にその気が無かったため、きっぱり復帰を断ったと発言している。
- 日本プロレス時代の先輩だったミスター・ヒトによると、カーンは視力が非常に悪く裸眼だと0.1以下しか無かった。そのため物を見る際に目を細めるのだが、それが結果的に「悪役顔」をより強調させる結果になったという。プロレスデビュー当初は、まだコンタクトレンズが現在ほど普及していない時代だったため「彼は相手がよく見えないハンデをカバーするために、密着しての試合が得意だったな」と語っている[54]。
- また「彼には器用な所もあってさ、料理が得意で味付けは天下一品。包丁捌きも上手かったよ」とヒトが話していた。

## 出演
※「 - 」は役名

### テレビドラマ
- ベルサイユのトラック姐ちゃん 第3話「ベルトラ姐ちゃん大進撃!」（1976年） - ヤクザ（遠藤幸吉（特別出演）の子分役。小沢正志名義。台詞は無し）
- 隠密・奥の細道 第24話「芭蕉は隠密支配か?」（1989年）
- 火曜サスペンス劇場 火刑都市（1989年）
- あいつがトラブル 第11話「24時間追っかける」（1990年）
- 大激闘! 四匹の用心棒（1990年）
- ふぞろいの林檎たち（1991年）
- 必殺スペシャル・春 世にも不思議な大仕事 主水と秀 香港・マカオで大あばれ（1991年） - 刺客
- 名奉行 遠山の金さん 第7シリーズ 第5話「白い肌の誘惑 嫁姑の真剣勝負」（1995年） - 鞍馬
- 三姉妹探偵団 第6話「復讐の銃弾!バレンタインは危険がいっぱい!!」（1998年）- 寺沢誠治
- 逃亡者 おりん 第2話「哀しみの上意討ち」（2006年） - 金剛
- ライオン丸G 第10話「ラブアタックカレー! サオリPAIOTSU MATSURI状態!」（2006年） - キラー・カーン（本人役）
- 巣鴨バラエティ横丁 第2話「頑固親父とキラーカーン」（2007年） - キラー・カーン（本人役）

### 映画
- ZIPANG（1990年）- 賞金稼ぎ
- ハロー張りネズミ（1991年）
- エバラ家の人々（1991年）
- Zの回路 復讐の裏ゴト師（1996年）
- NINE-ONE II 魔獣都市・シリーズ（1996年）
- MUSASHI（1996年）

### Vシネマ
- 極道ステーキ シリーズ（1991年 - 1992年）
- こちら凡人組（1992年） - 祐藤組々長 藤川祐三

### CM
- 城南建設「住宅情報館」CM（2013年） - プロレス時代の試合映像が使用される。
- ステーキ店「ビリー・ザ・キッド」CM（2013年、秋田ローカル）

### MV
- BOYS AND MEN「炎・天下奪取」（2018年）

## 作品

### 音楽CD
いずれも中黒の入らない「キラーカン」名義
- ふるさと真っ赤っか／上越線は男の鉄路（2005年4月27日、日本クラウン）
- 新宿三百六十五夜／夕月子守歌（2007年6月6日、日本クラウン）
- カンちゃんの人情酒場／カンちゃんののれん酒（2020年5月8日、アクセスエンタテインメント）[5]

### 著書
- "蒙古の怪人"キラー・カーン自伝（2017年4月19日、辰巳出版、ISBN 978-4777817818）